# Montgat
Montgat és un municipi de la comarca del Maresme, de la qual és la localitat més meridional; està situat a la costa, al límit amb la comarca del Barcelonès, entre Badalona i el Masnou.
El primer esment escrit monte Chato es troba en un pergamí del 991 del Monestir de Sant Pere de les Puelles.

## Geografia
- Llista de topònims de Montgat (Muntanyes, serres, collades, indrets, rius, fonts, edificis: cases, masies, esglésies, etc).

El nucli antic és al voltant del turó de Montgat, un petit penya-segat davant del mar, creuat per la carretera i un túnel per on passa la via del tren de la costa. El terme municipal es troba accidentat pels contraforts de la serralada litoral amb altres turons com Les Guixeres (112 metres) o La Marquesa (64 metres). A la sortida de la localitat cap al nord en direcció al Masnou es troba el petit nucli de Montsolís. La part més antiga del poble, vora la platja, encara conserva construccions arcaiques, si bé als darrers anys hi proliferen noves construccions, sobretot de gent que s'hi ha mudat donades les bones connexions amb Barcelona.
Dues platges configuren el litoral de Montgat: la dels antics Banys Montgat i la platja de Monsolís, separades per l'esmentat turó.

## Etimologia
El primer element del nom és clar, sobre el segon, les teories divergeixen: Mons Hècate, d'un sanctuari dedicat a la deessa de la Lluna, el color rogenc de la roca, una propietat d'un ciutadà romà Cató, o d'un ciutada d'origen germànic *Cata. Paul Aebischer connecta l'arrel *gat, *cat, que es troba també en Montcada, seria, via l'adjectiu *catanus i el nom *Catalania, l'origen de la paraula Catalunya. L'explicació «mont dels gats» prové molt probablement de l'etimolgia popular.
Finalment, la més popular diu que Montgat deu el seu nom al fet que, des de mar endins, el turó semblava un gat.
Les diferents formes utilitzades per anomenar Montgat en el decurs dels anys han estat les següents:
- any 985 - En un pergamí del monestir de Sant Pere de les Puel·les apareix: monte Chato
- any 1006 - En el cartulari de Sant Cugat: monte Katum;[4] també en el mateix cartulari l'any 1007 monte Gatum,[4] l'any 1025 montis Gato,[5], el 1050 montis Chati,[6] el 1084 monte Gato[6] i finalment el 1234 Montecatho
- al segle xiii als Usatges de Barcelona esmenten: Muntgat
- a partir del 1357 ja apareix tal com el coneixem actualment[6]

Pel que fa a la cartografia, el primer a citar Montgat va ser Claudi Ptolemeu (segle ii), si bé amb el nom de Promontorium Lunarium. L'any 1565, el dibuixant neerlandès Jooris Hoefnagel dibuixa una vista de Barcelona, en què inclou la silueta del turó amb el seu castell. L'any 1578, el cartògraf Gerardus Mercator, en el seu mapa de la península Ibèrica inclou Montgat, amb el nom de Lunarium Promontorium. L'any 1603 és el cartògraf flamenc Johannes Babtista Vrins el que inclou M. Gat al seu mapa de Catalunya. A partir d'aquí són nombrosos els cartògrafs, pràcticament tots estrangers, que en els seus mapes marquen el turó de Montgat: Gerardus Mercator (1619), Willen Janszoon Blaeu (1635), Christophe Tassin (1645), i Pèire de Marca (1644). Sovint, hi dibuixen el castell i gairebé tots ho indiquen com M. Cat, si bé el comte de Darnius, en el seu mapa del 1705, ja ho fa amb el nom de Mongat.

### "Monte Chato"
L'any 985, el califa de Còrdova, Al-Mansur, posà setge a Barcelona, que va caure sota les armes sarraïnes el 6 de juliol. Prèviament a la caiguda de Barcelona, les tropes d'Al-Mansur s'apoderaren dels monestirs que hi havia extramurs de la ciutat: Sant Cugat, Sant Pau del Camp i Sant Pere de les Puel·les. Aquests fets portaren com a conseqüència la destrucció de l'important arxiu d'aquest darrer monestir i la mort o el segrest de les monges, entre elles l'abadessa Matruy, que fou portada presonera a Mallorca.
Recuperada la ciutat de Barcelona l'any següent, 986, pel comte de Barcelona Borrell II, es reprengué la vida monàstica, dirigida per la seva germana Adelaida, coneguda per Bonafilla, fins aleshores superiora del Monestir de Sant Joan de les Abadesses, tot i que el que no es va poder recuperar va ser la riquesa documental de l'arxiu. Amb la pèrdua de l'arxiu, van desaparèixer tots els documents de propietat dels béns del monestir. Això va fer que, amb el consentiment del comte Borrell i del bisbe Vivas, es designés un jurat que prengué declaració a l'abadessa Bonafilla i a altres testimonis, davant l'altar de Sant Pere, de totes les possessions del monestir de les quals s'havien perdut els títols de propietat.
El primer cop en què trobem escrit el nom de Montgat (monte Chato) és de 991, però va desaparèixer en les nombroses espoliacions sofertes pel monestir, si bé ens resta una còpia del segle xv que es conserva a l'Arxiu Històric de la Ciutat de Barcelona.

## Història
En els seus orígens, Montgat fou un petit poblat ibèric. Les excavacions que s'hi han fet demostren l'existència d'assentaments neolítics al terme aproximadament uns 3.500 anys abans de Crist. A l'època romana, trobem documentat el turó de Montgat amb el nom de Lunarium Promontorium. El terme era aleshores travessat per la via Augusta. Posteriorment, va esdevenir una zona de vinyes, de les quals encara es conserva una certa extensió a la perifèria del municipi.
A l'edat mitjana hi havia un castell que vigilava tot el nord de la costa.
La flota de l'arxiduc Carles, composta per 180 vaixells amb 9.000 soldats anglesos, holandesos i austríacs i 800 cavalls sota el comandament de Lord Peterborough, l'holandès Shrattenbach i Jordi de Darmstadt, arribà a Barcelona el 22 d'agost, i desembarcà a les platges de Montgat, procedint al setge de Barcelona que la va posar en mans aliades. En acabar la Guerra de Successió espanyola, Felip V va fer enderrocar el castell.
El 16 de juny del 1808, festivitat del Corpus, tingué lloc la Batalla de Montgat, quan el general Giuseppe Lechi amb 5.000 soldats i 8 peces d'artilleria sortí de Barcelona en direcció a Montgat, amb l'ordre d'atacar el castell. En previsió d'aquest atac, la Junta de Mataró envià dos canons que col·locaren a la pujada del camí ral; ordenà fortificar el turó i el castell i envià tres falues amb un canó en cadascuna, tripulades amb gent armada amb mosquets i trabucs. També repicaren a sometent per tal de prevenir les poblacions al llarg del camí de Barcelona a Mataró. Tot i l'aferrissada lluita dels defensors del castell, no pogueren aturar la tropa francesa, molt superior en quantitat de soldats i més ben armada, que hi va fer una veritable carnisseria. Es van poder salvar solament els que fugiren, per mar amb les embarcacions o per terra internant-se al bosc, tot i ser perseguits per la cavalleria.
Montgat tingué el primer túnel ferroviari de Catalunya i l'estat espanyol quan el 1848 es posà en funcionament la línia del tren Barcelona-Mataró. L'any 1867 s'hi va establir una parròquia.
El 6 de juliol de 1933, la Conselleria de Governació de la Generalitat de Catalunya dictà el decret de segregació del districte II i la constitució d'un municipi independent. Uns dies després, el 17 de juliol, es reuniren a l'Ajuntament de Montgat Carmel Casanovas Riera, Salvador Argemí Pera, Josep Pedrissa Tolrà, Jaume Estadella Urgell, Francesc Villà Mas i Jaume Mir Castellà, regidors de l'Ajuntament de Tiana pel districte II, i Pere Rodés i Raymond, Joan Batlle Font, Josep Colldeforns Marigot i Francesc Casadesús Teixidor, designats per la Generalitat per constituir el nou municipi. En fou elegit alcalde Carmel Casanovas Riera, que fins aleshores ho era de l'Ajuntament de Tiana, el qual refusà el càrrec. En una segona votació, fou elegit Pere Rodés i Raymond, que seria l'alcalde del nou municipi de Montgat, i Carmel Casanovas el primer tinent d'alcalde.
A partir de la dècada del 1960, la població va créixer considerablement per l'expansionisme econòmic estatal i els moviments migratoris associats, cosa que va comportar les urbanitzacions de blocs de pisos, alguns de prou alts (Turó del Mar), així com la proliferació de barris amb un urbanisme desordenat (les Costes).
Avui dia l'agricultura i la pesca, que durant el passat van ser activitats principals, han desaparegut quasi per complet. Hi ha algunes indústries de materials de construcció (ciment), de porcellana, de productes químics i farmacèutics (Alcon Cusí), i metal·lúrgia. El seu barri Les Mallorquines, antigament industrial i avui dia majoritàriament residencial, forma un continu urbà amb Badalona.

## Topografia
Abans que en el transcurs del temps, i principalment en el segle xx, fos modificada la topografia per la mà humana, Montgat era una barrera natural que separava físicament les actuals comarques del Barcelonès i el Maresme. A diferència de la plana de Badalona, que era un extens sorral, i del litoral del Masnou fins a Mataró, que forma un llarg llenç de platges i maresmes, i que per aquestes característiques donà nom a la comarca, Montgat està format per un conjunt de turons que arribaven pràcticament fins a la línia de la platja, tret del que dona nom al poble i que s'endinsava dins el mar de manera semblant a la muntanya de Montjuïc, i que ha sigut pràcticament escapçat per l'extracció de la pedra emprada en la construcció de la línia del ferrocarril. Aquests turons estaven separats per diverses rieres: La riera de Tiana (Sant Jordi), entre el turó d'en Seriol i el de les Bateries; la riera de Montgat, entre el turó del mateix nom i el de Can Ribas, actualment desapareguda per la urbanització dels barris de la Colònia Argentina i del Turó del Mar; la riera d'en Font, entre Can Ribas i Cal Pallejà i, finalment, la riera d'en Miquel Matas i la de l'Huguera, al límit amb el terme del Masnou.
Si la superfície de Montgat ha estat modificada amb el decurs dels temps, també podríem dir una cosa semblant del seu interior, perquè durant segles hi fou explotada la calç, i s'hi van excavar galeries que s'afegien a les que previsiblement ja s'haurien format de manera natural a causa de la mena de mineral calcari de què estava composta.
Principalment a càrrec del Centre Excursionista de Badalona, s'hi han fet diverses campanyes espeleològiques, amb troballes de més o menys importància.

### Turó de Montgat
El turó de Montgat és el punt geogràfic més emblemàtic del municipi, fins a l'extrem que és l'origen del nom i del nucli de població estable més antic que es coneix, tant si ens referim al Montgat estricte com a l'antiga parròquia de Tiana.
Pel valor estratègic, ha sigut cobejat a través dels temps per tots els pobles que han dominat la nostra terra: ibers, romans, francs, sarraïns i, més modernament, per les tropes que hi volien controlar l'entrada de Barcelona pel costat oriental.
És així que, ja cap al segle iv aC, hi trobem un assentament estable, possiblement dependent del que hi havia al mas Boscà a Badalona. Uns segles més tard, foren els romans qui s'hi establiren i que hi van construir amb tota probabilitat un port als seus peus. El cartulari de Sant Cugat ens dona fe que, l'any 1006, ja hi havia un edifici al cim, encara que no fos el que, en el seu sentit estricte, considerem actualment com un castell. Si més no, hi havia una edificació fortificada.
En el decurs dels segles, veiem que el turó, amb el castell i les terres, pertanyia al monestir de Sant Cugat, tot i que sota la jurisdicció directa dels comtes de Barcelona (1234), al mateix temps que es considerava el límit oriental dels territoris de Barcelona. És per això que sovint la guàrdia del castell anava a càrrec del Consell de Cent.
Aquesta situació feu que Montgat fos víctima de totes les guerres, tant internes com amb altres territoris, en què el casal de Barcelona i la corona es veieren implicats.
L'any 1400, s'hi construí una capella dedicada a Sant Joan, Sant Sebastià i Sant Roc, que va subsistir amb l'advocació a sant Joan fins a mitjan segle xix. Cap al 1521, fou construïda una torre de guaita, refeta el 1642, després de ser malmesa per un llamp.
Durant la Guerra dels segadors, el castell de Montgat tingué un paper destacat. Així, el 16 de maig de l'any 1643, hi fou empresonat el vicari general i canonge de la diòcesi de Barcelona, en Galceran de Sentmenat, baró de Dosrius. El 25 d'agost del 1651, 2.000 soldats de Felip III, comandats pel marquès de Mortara, conquereixen el castell en què s'havien fet forts uns mil combatents secessionistes. Això li va permetre posar setge a la ciutat de Barcelona, que capitulà l'any següent. La corona es feu càrrec del castell fins a l'any 1661, en què fou tornat al Consell de Cent.
Com a resultat de la derrota del 1714, l'any 1715 les tropes de Felip IV enderroquen el castell i així van deixar la costa desemparada davant el perill de la pirateria. És per això que no trigà gaire a ser reconstruït.
No passà massa temps sense que Montgat tornés a patir els estralls de la guerra, aquesta el 1808 contra l'exèrcit francès, i no solament els soldats del castell, sinó també els civils, que hagueren de suportar sis anys de patiments.
Tot i les lluites que en el decurs dels anys malmeteren les pedres del turó, la destrucció més important encara no havia arribat. Tanmateix, no va trigar, i no va ser per causa de la guerra, sinó per la «civilització». Així, l'any 1848, amb l'arribada del ferrocarril, es va foradar el turó per fer-hi el túnel i es va començar a extreure-hi la pedra, amb la pèrdua de més de la meitat de la muntanya, l'enderroc del castell, de la capella de Sant Joan i la pèrdua de gairebé la totalitat de les restes ibèriques, romanes i medievals.
El 26 de novembre del 1876, un grup de joves amants de la natura feren una excursió al cim del turó. Un cop a dalt, decidiren fundar l'Associació Catalanista d'Excursions Científiques; fou l'embrió del futur Centre Excursionista de Catalunya.

## Demografia
El primer cens n'és del 1936, després de la desagregació de Tiana.
| 1920 | 1930 | 1940  | 1950  | 1960  | 1970  | 1981  | 1990  | 1992  | 1994  |
| ---- | ---- | ----- | ----- | ----- | ----- | ----- | ----- | ----- | ----- |
| -    | -    | 2.411 | 2.911 | 3.728 | 5.020 | 7.107 | 7.363 | 7.422 | 7.422 |

| 1996  | 1998  | 2000  | 2002  | 2004  | 2006  | 2008   | 2010   | 2012   | 2014   |
| ----- | ----- | ----- | ----- | ----- | ----- | ------ | ------ | ------ | ------ |
| 7.659 | 7.783 | 8.305 | 8.690 | 8.844 | 9.427 | 10.059 | 10.584 | 10.859 | 11.315 |

| 2016   | 2018   | 2020   | 2022   | 2024   | 2026 | 2028 | 2030 | 2032 | 2034 |
| ------ | ------ | ------ | ------ | ------ | ---- | ---- | ---- | ---- | ---- |
| 11.621 | 11.819 | 12.200 | 12.277 | 12.625 | -    | -    | -    | -    | -    |

## Política
Des del 2015 fins al 2019, l'alcaldessa de Montgat fou Rosa Funtané i Vilà, d'ERC. El 2019 una moció de censura dels partits de l'oposició portà a l'alcaldia al socialista Andreu Absil Solà. Absil Solà tornà a ser investit alcalde després de les eleccions municipals de 2023.

## Activitat econòmica
Tradicionalment, la principal activitat era la de la pagesia o la pesca, o sovint les dues coses alhora (els de ca n'Alsina, els de Ca l'Umbert i d'altres), amb un cultiu limitat a la pròpia subsistència. Tot i això, cal destacar l'explotació de la vinya, per a la producció de vi, activitat practicada des de l'època romana, en què s'exportava fins i tot a Roma. També cal fer esment al conreu de taronges per a l'exportació, que embarcaven en vaixells que fondejaven en les platges de Montgat, activitat que es va mantenir fins a la dècada del 1910, en què la competència de la producció valenciana, més econòmica i de millor qualitat, acabà amb aquest cultiu.
Pel que fa a l'activitat industrial, tret dels artesans i menestrals (sabater, espardenyer, boter, carboner, mestre de cases, etc.), cal destacar els teixidors de lli (a Tiana) i l'extracció de guix i calç (a Montgat). És prou coneguda l'exportació que, per mar, es feia d'aquest mineral des de temps molt llunyans, fins al punt que els montgatins eren coneguts per aquesta activitat.
Com a conseqüència de la construcció del ferrocarril, la barriada de les Mallorquines patí un fort increment del teixit industrial, amb la instal·lació d'empreses de l'activitat més diversa. Així, en el decurs dels últims 140 anys, tret de les conegudes indústries químiques (lleixiu, adobs, pintures, etc.), de ceràmica (bòbiles i porcellanes), guixeres i metal·lúrgiques (maquinària per la indústria de corderia, automòbil, química, etc.), s'han fabricat productes tan diversos com són: cordes i cordills, fins i tot de guitarra, nines, bastons i mànecs de paraigües, caramels, galetes, sèmoles i purés, foneries metàl·liques, de ferro i plom, etc., indústries tèxtils, d'adob de pells, de marroquineria, de brodats, licors, material elèctric, etc., activitats que ocupaven pràcticament la totalitat dels montgatins i una gran part de tianencs, i molta de gent de Badalona.
També cal fer esment, de passada, al sector turístic en la primera meitat del segle xx, ja que, tot i no tenir la importància que té Tiana amb les residències d'estiueig de la burgesia barcelonina (a Montgat hi són comptades: Can Ribas, Can Parellada, Cal Pallejà, etc.), sí que cal destacar l'allau de famílies de la capital que gaudiren dels establiments de banys com a llogaters de "casetes" o com a usuaris de les platges. És, ja entrats a la dècada del 1950, que s'hi instal·la el primer càmping, amb una clientela bàsicament de la resta d'Europa.

### Subhasta de peix

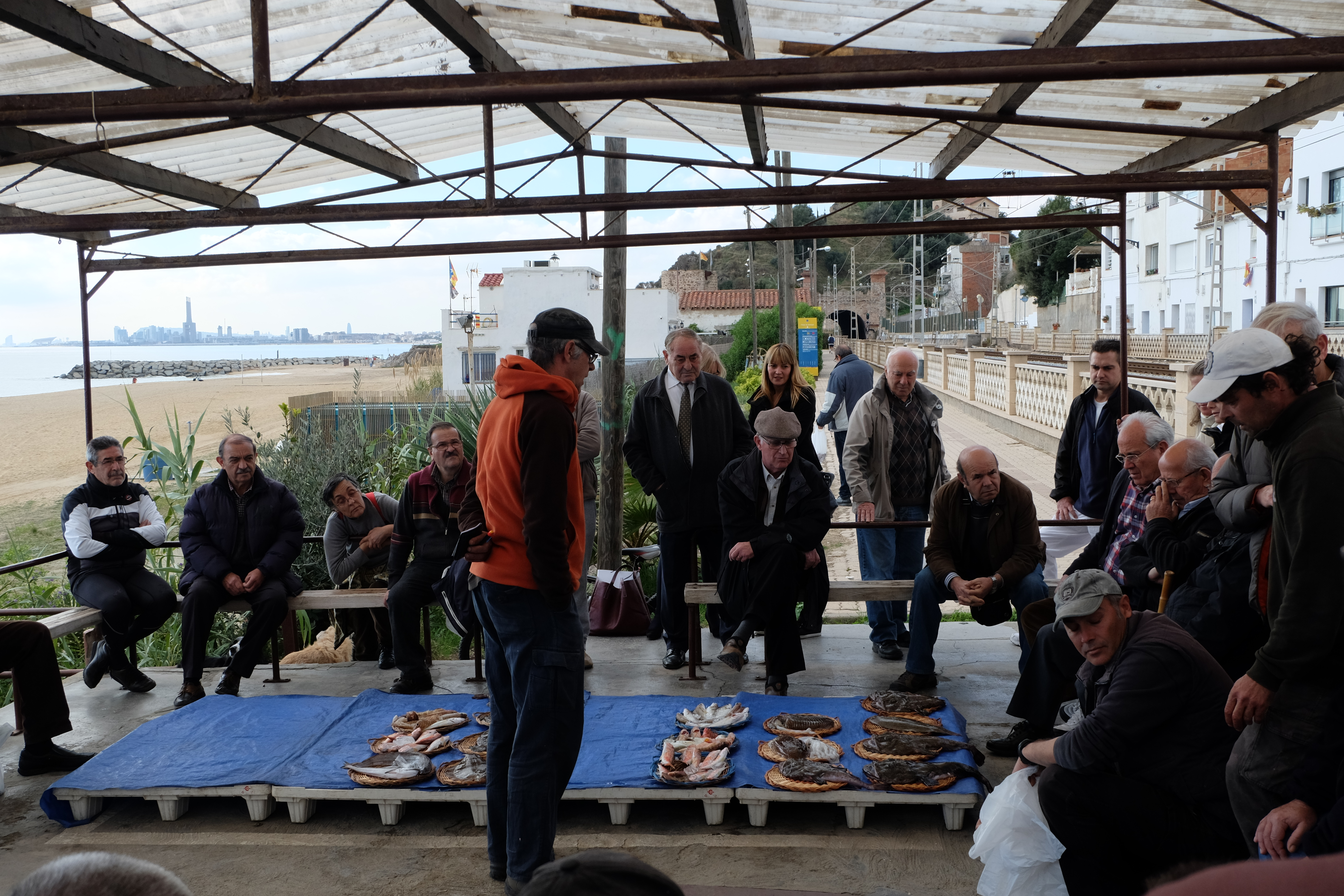
Subhasta de peix a Montgat

A Montgat, cada dia es fa la subhasta a l'antiga, un mecanisme tradicional de comercialització del peix que consisteix en la venda directa a veu. Durant segles, en totes les poblacions pesqueres de Catalunya, el peix es posava directament a la platja, a peu de les barques. Aquesta tradició, que consistia en el fet que els pescadors cantaven a la baixa el preu del peix i en què els compradors escoltaven atents el cant dels pescadors per aconseguir el peix a millor preu, parant el preu amb un “jo” o un “aquí” per determinar que comprava el lot pel preu cantat. Aquesta tradició tan nostrada, a partir dels anys 80 es va perdre en totes les poblacions.
A Montgat cada migdia, a les 13 h, a la llotja a l'aire lliure de la platja, a tocar de la via del tren, podem veure l'última subhasta cantada que existeix a Catalunya. Els pescadors ja han arribat amb les seves captures del dia, que col·loquen en safates de vímet on caben un parell de quilos de peix. Un dels participants realitza el sorteig de l'ordre en què els diferents pescadors posaran el seu producte i, tot seguit, comença el ritual del cant. 21 a la banda, 100, 95, 90 85…10, 5. 20 a la banda, 90, 80, 70… canta el pescador fins que un comprador diu “meu” per parar la subhasta i tria el cove desitjat, i llenguados, llagostins, escórpores, molls, sípies… van desfilant i, en mitja hora, ja no en queda cap.
L'ajuntament de Montgat, en el ple del 27 d'octubre de 2012, va aprovar el reconeixement de la subhasta cantada del peix com a bé patrimonial immaterial d'interès cultural per la seva singularitat i per tractar-se del darrer vestigi d'aquesta tradició.

## Associacionisme
A Catalunya, l'associacionisme ha estat ben viu en el decurs dels temps, tot i que les entitats cíviques es creaven per a la defensa primordialment dels interessos econòmics o gremials. Així, veiem que, a l'edat mitjana, era normal trobar en qualsevol gran ciutat gremis o confraries de pescadors, fusters, mestres de cases, mestres d'aixa, pagesos, boters, etc. Ara bé, a partir de la segona meitat del segle xix, es va viure un esclat d'entitats de tots tipus amb objectius en alguns casos econòmics (obreres, sindicals), i sobretot culturals o d'oci, des dels populars casinos, societats benèfiques, de socors mutus, culturals, fins a les esportives ja començat aquest segle.
Montgat no va ser diferent de la tònica general i, tot i la llunyania amb el centre administratiu i polític de la vila (Tiana) i de les seves entitats ciutadanes ("Colònia Forastera", casino, coral "La Violeta Tianense"), o pot ser per això, va gaudir de força activitat. Hi va haver diverses societats que servien per a omplir les hores de lleure, la majoria ja desaparegudes: Cooperativa La Llar, Cooperativa L'Amistat, C. de F. Montgat (del 1924 al 1945), Unió Esportiva Montgat, Societat Coral Montgatina, etc., així com les que, des de començament de segle xx, es constituïen en ocasió de les festes patronals dels diferents gremis: ramaders (Sant Antoni), pescadors o pagesos, i especialment per organitzar les festes majors de Sant Joan i de Sant Jordi. Cap d'aquestes entitats va sobreviure a la Guerra Civil espanyola, ja que les que no varen desaparèixer per culpa de la desfeta ho varen fer pel règim franquista.

## Transport
TrenLa línia R1 de rodalies de Catalunya hi té dues estacions: Montgat Nord, situada a la part antiga del municipi, i Montgat, al barri de les Mallorquines.
AutobúsHi ha diverses línies d'autobús que comuniquen Montgat amb Tiana, Badalona i Barcelona: B34 (fins al Carmelità, a Tiana), B35 (fins can Gaietà, a Tiana), B29 (Tiana-Montgat-Badalona), B30 (Badalona-Montgat-Tiana-Sant Adrià de Besòs-Santa Coloma de Gramenet), N9 (autobús nocturn, Barcelona-Santa Coloma de Gramenet-Badalona-Montgat-Tiana) i N80 (autobús nocturn que connecta Barcelona amb Mataró). Totes les línies són gestionades per l'empresa Tusgsal, a excepció de l'última, que ho és per l'empresa Casas.
PrivatTant les autovies C-31 i del nord-est com l'autopista C-32 comuniquen Mataró i Barcelona, passant per Montgat. Hi ha dues parades de taxi: al barri de Les Mallorquines i a l'Ajuntament.

## Festes
Montgat té dues festes majors, originàriament de barri, i actualment establertes com a festes majors municipals: la diada de Sant Jordi i el dia de Sant Joan.

## Llocs d'interès
- Torre de Ca l'Alsina, torre de guaita
- Can Ribas, masia romànica
- Cal Pallejà, casa senyorial dels marquesos de Monsolís
- Ca n'Humet
- Parc del Turonet
- Parc del Tramvia
- Parc de la Riera d'en Font
- Barri Antic (Sant Joan)

### Capella romànica de Sant Martí
Les primeres referències documentals ens duen al segle xi, concretament el 18 de març del 1027, en què "Ega" fa donació al monestir de Sant Cugat de l'alou que posseeix a Tiana, en el lloc dit «Monistrolo», i en el qual es troba una església dedicada a Sant Martí, encara que de construcció anterior.
El fet que aquesta església tingui el seu cementiri fa suposar que, anteriorment a la consagració de l'església parroquial de Sant Cebrià de Tiana l'any 1100, el de Sant Martí era l'utilitzat pel poble de Tiana, o si més no pels vilatans més propers. A partir d'aquesta consagració, els montgatins eren enterrats al cementiri de la parròquia (actualment ermita de Nostra Senyora de l'Alegria) i el de la capella solament era utilitzat per enterrar els que estaven de pas i no tenien familiars al poble, així com els soldats del castell de Montgat. També hi foren enterrats els montgatins assassinats pels francesos el dia del Corpus del 1808. Possiblement, el darrer enterrament fou el d'en Miquel Arboix Lopes, que morí a causa d'una ferida al camí ral el 16 d'octubre de 1814. A partir d'aquesta data no consta cap més enterrament.
Pel que fa a altres celebracions religioses, es feien a la parròquia de Sant Cebrià de Tiana, tret d'algun casament a la capella de Sant Joan a prop del castell de Montgat, fins a la consagració de l'església de Sant Joan com a parròquia de Montgat l'any 1857. L'últim casament del qual es té constància com a capella pública fou l'any 1836.
A partir d'aquestes dates, la capella de Sant Martí va restar integrada dins la finca de Can Galceranet (posteriorment Can Ribas), i utilitzada solament en algun casament dels familiars del propietaris, els Calonge Ribas, fins que, amb la conversió d'aquesta finca en la urbanització del Turó del Mar, la capella formà part del Club de Tenis.
Finalment, la construcció de l'autopista B-20, que posava en perill la integritat d'aquest monument, va aglutinar un conjunt de persones i entitats que varen aconseguir que, àdhuc el salvament de la capella, aquesta passés a ser pública i, un cop restaurada, servís per a la seva activitat primitiva. Així, després de la seva nova benedicció el 1997, el 13 de juny del 1998 s'hi va celebrar de nou un casament.

### Església parroquial de Sant Joan
L'advocació de sant Joan a Montgat ve d'antic. Ja el 1400, es construeix una capella dedicada a Sant Joan, Sant Roc i Sant Sebastià, que, en un contracte signat el 7 de gener de 1522 pel notari Pere Celitons, s'indica que estava situada dalt del turó de Montgat, a prop del castell. Així mateix, en un curiós inventari fet el 28 d'abril del 1635 del mobiliari i estris que hi havia a la torre de Montgat, s'hi relacionaven creus, missals, calze, patena, guarniments d'altar, casulles, i tot allò necessari per a les celebracions litúrgiques de la capella de Sant Joan, Sant Sebastià i Sant Roc, així com la roba de la capella que guardava en Pere Matheu "a casa seva de baix" (Ca l'Alsina). En aquesta capella, hi són documentats diversos casaments de veïns de Montgat, el darrer 1758, tot i que podrien haver-n'hi de posteriors, perquè les dades dels registres parroquials depenien de la meticulositat del rector. Aquesta capella desaparegué juntament amb les restes del castell, amb l'explotació a partir del 1848 de la pedra del turó per fer la via del ferrocarril.
Cap al 1816, en uns terrenys cedits per la família Alsina, comencen les obres de construcció de l'església parroquial, obres que varen restar aturades prop de 40 anys, fins a l'any 1855 en què, a instàncies d'en Josep Umbert Sanpere, el bisbe Josep Costa i Borràs reprèn la construcció, segons els plànols de l'arquitecte Josep Simó i Fontcuberta, i aconseguí que al cap de dos anys fos coberta l'església. Fou així que el 15 de setembre de 1857 el rector de Tiana, mossèn Magí Marquet, beneí el temple i el 23 de juliol del 1859 s'hi celebra el primer casament.
El mes de juliol del 1860, el bisbe Costa i Borràs nomena vicari encarregat de l'església de Montgat mossèn Miquel Albanell, que va impulsar la construcció de la sagristia i la rectoria, així com l'adquisició de les imatges de santa Maria i sant Joan i la primera campana, beneïda el 24 de desembre del 1860. El 25 d'agost del 1865, mossèn Albanell fou destinat a la parròquia de Fontrubí. El 29 de desembre del 1867, el bisbe de Barcelona, Dr. Pantaleó Montserrat, signà el decret de constitució de la parròquia que, segons plànols aprovats per la reina Isabel II, comprenia la part del municipi de Tiana que actualment conforma la vila de Montgat.
Inicialment (pot ser perquè la primera imatge fou la Verge Maria asseguda damunt una àliga), la parròquia es va registrar com a Santa Maria de Montgat, tot i que al cap de pocs anys es varen reunir els veïns i el vicari i decidiren que el patró en seria sant Joan. És així com passà a denominar-se Sant Joan de Montgat, encara que durant uns anys s'utilitzà indistintament qualsevol de les dues advocacions i en alguna ocasió les dues plegades, és a dir, Sant Joan i Santa Maria de Montgat.
La vigília de Nadal de l'any 1860, mossèn Antoni Fàbregas beneí el primer campanar, dels anomenats d'espadanya o de cadireta i la campana que, amb un cost de 75 duros, fou pagada en part pel bisbe i part per subscripció popular; es tracta de la mateixa campana que hi ha avui dia al campanar. No fou fins a l'any 1900 que, a iniciativa de mossèn Roc Comas, es va substituir l'antic campanar d'espadanya per l'actual torre; així, el 22 de juny d'aquell any, el bisbe Josep Morgades beneí les dues campanes i el rellotge. El rellotge fou pagat per na Joana Foix, de Can Ribas, i les campanes per mossèn Roc i per subscripció popular.
Aquestes campanes foren destruïdes duran la Guerra civil i, pel Nadal de l'any 1943, es reformà el campanar i se'n beneïren les actuals. Cap a l'any 1974, es va substituir la maquinària del rellotge per una de més moderna, que estalviava la feina de donar-li corda manualment. Algunes de les peces de l'antic rellotge restaren abandonades a les golfes del temple fins que, a iniciativa de mossèn Salvador Solà, ha sigut reconstruït pel montgatí Salvador Casas i Mora.

### Confraria de pescadors
La devoció per la Mare de Déu de l'Alegria és centenària en la vida montgatina i tianenca. Tant és així que, ja a finals del segle xv, li fou dedicat un altar a l'església parroquial de Sant Cebrià de Tiana, tot i que d'antuvi ja era invocada amb l'advocació de santa Maria de Montalegre, portada per l'orde cartoixà al seu monestir de la Conreria, construït entre els anys 1415 i 1463. L'església parroquial de Sant Cebrià de Tiana fou consagrada el 23 de novembre del 1100 (encara que pot ser que anteriorment se celebressin les seves cerimònies religioses a la capella de Sant Martí), i cap al 1500 s'erigeix un altar a Nostra Senyora de l'Alegria.
Entorn del 1700, es constituí la Confraria de Nostra Senyora de l'Alegria pels pescadors de Montgat, amb una nova imatge beneïda el 1701. El 1788, fou reconstruït l'altar, dotant-lo d'un nou retaule. Pels voltants del 1800, aquesta confraria tingué una intensa activitat: erigeixen un nou retaule i el 1808 estrenen una bandera. Durant aquesta primera meitat del segle xix, els pescadors i mariners celebraven oficis per Sant Joan i per Sant Pere, així com per la festa del titular de la parròquia, sant Cebrià.
Amb la construcció de l'església de Sant Joan de Montgat i que es va constituir com com a parròquia independent de Tiana l'any 1868, els pescadors de Montgat deixaren d'utilitzar la de Tiana i, per tant, es va extingir la Confraria i el culte a la Mare de Déu de l'Alegria. L'any 1886, fou consagrat l'actual temple parroquial de Sant Cebrià de Tiana; això va dur com a conseqüència que el temple primitiu quedés tancat al culte i l'advocació de la Mare de Déu de l'Alegria s'oblidés, tot i que es conserva a l'interior l'altar i la imatge.
Cap al 1908, un grup de tianencs va impulsar la restauració de l'antiga església parroquial i el culte a la Mare de Déu de l'Alegria, traslladant la imatge des de l'altar al presbiteri, com a titular del temple, anomenat des d'ara ermita de l'Alegria. També es va instaurar la celebració per la diada de Pasqua de Resurrecció d'un aplec, molt celebrat tant pels tianencs com pels montgatins, així com l'edició d'uns goigs que, en recordança del patronatge de la Confraria de Pescadors, diu en un dels seus versos:
Vos aclamaren patrona
els pescadors de Montgat
que vostra mà auxili els dona
en els temps de tempestat.
Una antiga confraria
vostre poder diu arreu:
Oh Verge de l'Alegria!
oïu sempre nostra veu.

## Agermanaments
- Argelers.